# Synodontis lucipinnis
Synodontis lucipinnis ist ein Angehöriger der Gattung Synodontis, welche zur Unterfamilie der Fiederbartwelse (Mochokinae) innerhalb der Familie Mochokidae gehört. Die Art wurde 2006 durch Jeremy J. Wright und Lawrence M. Page erstbeschrieben. Der Artzusatz lucipinnis, eine Kombination aus lateinisch „luci“ (hell, klar) und „pinnis“ (Flosse), bezieht sich auf die hellen Flecken an der Basis der dunklen Dreiecke, die sich auf allen Flossen mit Flossenstrahlen mit Ausnahme der Schwanzflosse (Caudale) befinden.

## Merkmale
Synodontis lucipinnis erreicht eine Standardlänge von 7,9 cm, für die Paratypen wurden Gesamtlängen (TL) von bis zu 9,8 cm angegeben. Auf dem Körper befinden sich große Flecken, die Stachelstrahlen der Flossen sind weiß. Der Körper des Fisches ist seitlich nicht abgeflacht, der Kopf ist in der Höhe leicht zusammengedrückt und breit. Das Kopfprofil vor der Rückenflosse leicht konvex. Die Augen (oval, horizontale Achse länger) befinden sich an den Seiten der Kopfoberseite. Das Maul ist unterständig, die Lippen breit und mit Papillen besetzt. Die Haut des Körpers bildet zahlreiche vertikale Falten, Papillen auf der Haut sind nicht vorhanden. Die seitlichen Maxillarbarteln (Oberkieferbarteln) sind kurz, sie reichen bis mindestens zur Basis der Brustflossen. Die in der Regel einfach gefiederten seitlichen Unterkieferbartel reichen bis knapp hinter den vorderen Rand des Beckengürtels, die mittleren sind etwa 1/3 bis 1/2 so lang wie die seitlichen und mehrfach gefiedert. Die Hartstrahlen der Brustflosse sind ungefähr von gleicher Länge wie die Hartstrahlen der Rückenflosse. Die Fettflosse ist ausgeprägt und langgezogen.
Auf dem Unterkiefer sitzen 35 bis 51 kurze, einspitzige Zähne in 6 kurzen Querreihen. Auf dem Prämaxillare befinden sich unterbrochene Zahnpads und zahlreiche weitere, einzelne Zähne in unregelmäßigen Reihen. Die Art hat 34 bis 35 Wirbel.
Flossenformel: Dorsale II/7–8, Anale 12–13, Pectorale I/8–9
Von den Synodontis-Arten des Tanganjikasees ist Synodontis petricola der Art am ähnlichsten, allerdings sind bei Synodontis lucipinnis helle Flecken an den Basen der Flossenstrahlen und die Pore nahe der Basis des Brustflossenstachels (axillary pore) fehlt.

## Verbreitung
Syndontis lucipinnis ist im Tanganjikasee endemisch und nur an der Typusfundstelle in Sambia (Musende Rocks Gebiet, Mpulungu Distrikt) zu finden.

## Lebensraum und Lebensweise
Diese Art bewohnt felsige, ufernahe Gebiete. Über die Tiefe in der sie sich aufhalten, die lokale Häufigkeit unbekannt, ihre Nahrung und Fortpflanzung ist nichts bekannt.